# Вальтер, Александр Игоревич
Александр Игоревич Вальтер (род. 13 августа 1950, Тула) — советский и российский учёный, доктор технических наук, профессор Тульского государственного университета, лауреат премии им. С. И. Мосина. Автор более трехсот печатных работ, в том числе научных монографий, учебников, статей, произведений художественной литературы.

## Биография
Вальтер Александр Игоревич родился 13 августа 1950 года в Туле. В 1967 году окончил среднюю школу № 6. В этом же году поступил на вечернее отделение машиностроительного факультета Тульского политехнического института. Учёбу в институте совмещал с работой сначала токарем, затем техником, впоследствии работал инженером-конструктором в проектном институте «Гипрохим». В это же время активно занимался спортом. В 1971 году выполнил норму мастера спорта СССР по велогонкам на треке.
Институт закончил в 1973 году по специальности «Машины и технологии обработки металлов давлением» с защитой дипломной работы на «отлично». В этом же году начал работать на кафедре «Технологии штамповочного производства» Тульского политехнического института в должности инженера отраслевой научно-исследовательской лаборатории № 5. С этого же времени стал заниматься вопросами разработки и исследования процессов обработки металлов давлением с локальным деформированием.
В 1979 году досрочно закончил аспирантуру с защитой кандидатской диссертации. С 1977 года и по 1985 год являлся руководителем ряда опытно-конструкторских и научно-исследовательских работ в области разработки и производства военной техники.
В 1983 году за цикл работ, посвященных технологическому обеспечению производства противотанковых комплексов, ему в составе коллектива сотрудников института и оборонных предприятий была присуждена премия им. С. И. Мосина.
С 1985 года и по 1989 год был в загранкомандировке в странах Северной Африки, где руководил подготовкой магистров и аспирантов в национальных университетах.
С 1992—1997 год разработал теоретическую модель процесса ротационной вытяжки с утонением стенки и проецированием упругопластического материала, подчиняющегося изотропному упрочнению, с учётом сложного движения инструмента. Были получены математические модели локального формообразования и внеконтактной деформации, а также был разработан механизм расчета предельной степени локальной деформации по критерию пластичности материала.
В 1997 году успешно защитил диссертацию на соискание ученой степени доктора технических наук по специальности «Обработка металлов давлением».
С 2002—2005 год занимал должность заместителя заведующего кафедрой и руководителя исследовательской лабораторией на Тульском комбайновом заводе.
С 2005 года и по настоящее время профессор кафедры «Сварка, литье и технология конструкционных материалов» и "Машиностроение м материаловедение" в Тульском государственном университете.
В 2005—2014 годах на основе исследований разности электроотрицательности и потенциалов ионизации атомов компонентов, энергии электронных уровней атомов разработал диаграммы состояния сплавов железа Fe — Fe3C, Fe — C (графит), Fe — C (алмаз), Fe — Cr, Fe — Ni, Fe — V, позволяющие точно определять фазовые и структурные превращения, назначать режимы термической обработки, сварки и технологии плавки сплавов. Знание типа межатомных связей компонентов расплава позволило разработать новые сплавы на основе железа, имеющие определённый тип металлических, ковалентных или ионных связей между разнородными атомами и физико-механические свойства, соответствующие этим связям.
В 2007 году за внедренные работы, посвященные технологии изготовления высокопрочных железоуглеродистых сплавов А. И. Вальтеру была присуждена вторая премия им. С. И. Мосина.
В 2012—2017 годах провел исследования процессов одновременного десульфурирования и модифицирования серого чугуна с целью улучшения механических характеристик и изменения пластинчатой формы графита на шаровидную. Разработана технология обработки высокопрочного чугуна, позволяющая получить ряд новых экспериментальных и практических результатов в области создания и использования сплавов из чугуна с шаровидной формой графита с повышенными эксплуатационными свойствами вследствие твердо-жидкофазной обработки исходного чугуна.

## Награды
- «Почетный машиностроитель РФ» — 2003 г.
- «Почетный работник высшего образования РФ» — 2011 г.
- Медаль «300-летие начала государственного оружейного производства в г. Тула» — 2012 г.
- Почетный знак «За заслуги перед университетом» — 2005 г.
- Лауреат премии им. С. И. Мосина (1983, 2007 гг.)
- «Изобретатель СССР» — 1982 г.
- «Ветеран труда» — 2004 г.

Литературные награды:
- Медаль «Георгиевская лента 250 лет» — 2019 г., Награда учреждена Российским союзом писателей в год 250-летия Георгиевской ленты.
- Медаль «Анна Ахматова 130 лет» — 2019 г., Награда учреждена Российским союзом писателей за вклад в развитие русской литературы к 130-летию Анны Ахматовой.
- Медаль «Иван Бунин 150 лет» −2020 г. Награда учреждена Российским союзом писателей.
- Медаль «Святая Русь» — 2022 г. Награда учреждена Российским союзом писателей за вклад в развитие русской литературы.
- Звезда «Наследие» II и III степени. Награда учреждена Российским союзом писателей за вклад в развитие русской культуры.

### Книги
- Малоотходная, ресурсосберегающая технология штамповки. Молдова, Кишинев, Изд-во. «Univers» 1992, 237 с. (в соавторстве).
- Метод конечных элементов в технологических задачах пластичности. Тула, Изд-во ТулГУ, 1999, 134 с. (в соавторстве).
- Метод конечных элементов в алгоритмах и программах. Тула, Изд-во ТулГУ, 2001, 156 с. (в соавторстве).
- Управление качеством машин и технологий. Тула, Изд-во «Гриф и К0», 2003, 230 с. (в соавторстве).
- Генезис электронной конфигурации в железоуглеродистых сплавах. Тула, Изд-во «Левша», 2004, 190 с. (в соавторстве).
- Ротационная вытяжка оболочек. М.: Машиностроение, ТулГУ, 2005, 280 с. (в соавторстве).
- Метод конечных элементов в задачах прочности. Тула, Изд-во, ТулГУ, 2005, 196 с. (в соавторстве)
- Автоматизация литейных процессов. Тула, Изд-во, ТулГУ, 2007. 144 с. (в соавторстве).
- Физико-химические процессы в железоуглеродистых сплавах. Тула, Изд-во, ТулГУ, 2018. 302 с. (в соавторстве).
- Основы литейного производства. Москва ; Вологда : Инфра-Инженерия, 2019. — 332 с. (в соавторстве).
- Управление качеством машин и технологий. Москва — Вологда : Инфра-Инженерия, 2020. — 248 с.

### Научные статьи
- Метод оценки влияния твердорастворного упрочнения на механические свойства стали в готовом изделии // Проблемы чёрной металлургии и материаловедения, М.: 2015. № 2, С. 44-48. (в соавторстве)
- Разработка пробного сухопутного стенда для артиллерийских установок АК-230 и АК230М из высокопрочного чугуна // Известия высших учебных заведений. Чёрная металлургия, М.: 2015. Том 58. № 7. с.491-495. (в соавторстве)
- Регрессионные зависимости для оценки механических свойств сталей при твердорастворном упрочнении // Металлы, М.:, 2015, № 4, С. 64-71. (в соавторстве)
- Изменения микроструктуры чугуна с шаровидным графитом за счет различных методов термообработки // Заготовительные производства в машиностроении, М.: 2016, № 1, С.3-5. (в соавторстве)
- Исследование и оптимизация процесса получения структуры порошковых композиций // Заготовительные производства в машиностроении, М.: 2017, № 1, С.45-48. (в соавторстве)
- Effect of the chemical composition of the Sv-08G2S welding wire on the impact toughness of deposited metal // Welding Internationai 2017, 31(9), p.703-707. (в соавторстве)
- О влиянии фракционного состава модификатора на увеличении эффекта модифицирования ЧШГ// Литейное производство. — 2017. — № 7. — С. 2-4. (в соавторстве).
- Reflection of strengthening results in values of generalized degrees of metallicity and covalence is principle to new strategy of designing alloys. Scientific RepoRtS (2020) 10:2050. (в соавторстве)
- Automated system for designing the technological process of foundry production Automated system for designing the technological process of foundry production. International Conference «Process Management and Scientific Developments» Birmingham, United Kingdom (Novotel Birmingham Centre, March 5, 2020). Pp. 142—147. (в соавторстве)
- Automated calculation of determining the size of the casting. Materials of the International Conference «Process Management and Scientific Developments» (Birmingham, United Kingdom, February 6, 2020) pp. 137—141. (в соавторстве)
- Reflection of strengthening results in values of generalized degrees of metallicity and covalence is principle to new strategy of designing alloys. Scieantific Reports v. 10. N: 1 2020: p 2050. (в соавторстве)

### Литературные публикации
- «Тульский богатырь родом из Варшавы» Книга памяти жертв политических репрессий в Тульской области 1917—1987 гг., Тула, Гриф и К0, 2006, т. 3. С. 41-45
- «История циркача без ретуши»[6] Тула: Изд-во ТулГУ, 2012. 632 с.
- «Из истории оружейной столицы России и Тульского края»[7][8] Тула: Изд-во ТулГУ, 2014. 378 с.
- «Уцелевший в ГУЛАГЕ. Почему и как журналист Щеглов стал писателем Норильским» Тула: Изд-во ТулГУ, 2016. 222 с.
- «Исторические портреты правителей и руководителей Тульского края» Тула: Изд-во ТулГУ, 2017. 347 с.
- Биографический альманах тульских оружейников. Тула: Изд-во ТулГУ, 2020 315 с.
- Мысли на каждый день. Тула: Изд-во ТулГУ, 2018 118 с.
- «Антология русской прозы» М.: Изд-во РСП, 2019, т.6. С. 111—115.
- «Наследие» М.: Изд-во РСП, 2019, т.12. С. 385—388.
- «Писатель года. Национальная литературная премия 2019 года» М.: Изд-во РСП, 2019, т.1. С. 44-48.
- "Георгиевская лента. 75 лет Победы. Литературный конкурс. М.: Изд-во РСП, 2019, т.22. С. 258—263.
- «Каталог современной литературы. 33-я Московская международная книжная ярмарка 2020 года». М.: Изд-во РСП, 2020, т.4. С. 251—255.